# Маз, Колетт
Колетт Маз, урождённая Колетт Клер Сольнье (фр. Colette Maze, фр. Colette Claire Saulnier; 16 июня 1914, Париж — 19 ноября 2023, Париж) — французская пианистка и музыкальный педагог, ученица Альфреда Корто. Получила широкую известность как одна из старейших в мире записывающих пианисток.

## Биография
Колетт Маз родилась 16 июня 1914 года, за месяц до начала Первой мировой войны. Её отец, Леон Сольнье, управлял фабрикой удобрений; мать, Дениз Пьоле, занималась домашним хозяйством. С ранних лет девочка была окружена музыкой: её мать играла на скрипке, бабушка — на фортепиано; в доме часто устраивались концерты. В четырёхлетнем возрасте Колетт начала самостоятельно подбирать мелодии на фортепиано, с семи лет брала уроки у частных учителей. Хотя родители Колетт не одобряли её желание стать профессиональной пианисткой, в пятнадцать лет она поступила в Нормальную школу музыки, где её учителями были Жанна Бланкар, Альфред Корто и Надя Буланже.
Завершив обучение в 1934 году, Колетт осталась в Нормальной школе в качестве преподавателя. В 1940 году, с началом оккупации, она бежала на юг Франции и оставалась там до конца войны. Вернувшись в Париж, Колетт вступила в связь с женатым мужчиной, писателем Юбером Дюма, от которого родила сына Фабриса. Позднее, в 1958 году, она вышла замуж за музыканта Эмиля Маза.
На протяжении десятилетий Колетт работала в Нормальной школе и в консерватории Баньё, давала частные уроки, была аккомпаниатором. Выйдя на пенсию в 1984 году, она продолжала посвящать игре на фортепиано не менее четырёх часов в день. Несмотря на преклонный возраст, её пальцы не утратили гибкость, что сама Колетт объясняла следованием методике её учителя Альфреда Корто. Эта методика, вдохновлённая практикой йоги, позволила ей избежать артроза и полностью сохранить подвижность суставов. Кроме того, поддерживать форму ей помогали танцы, гимнастика и хоккей на траве.
Впервые Колетт начала записываться в 1990-х годах. В 2001 году, когда ей было 87 лет, её сын предложил ей записать первый сольный альбом. Этот альбом, состоявший из прелюдий Дебюсси (любимого композитора Колетт), вышел в 2004 году, когда пианистке исполнилось девяносто; за ним последовали ещё три с записями Дебюсси и три других, включавших музыку разных композиторов: «104 года фортепиано» (2018), «105 лет фортепиано» (2019) и «109 лет фортепиано» (2023). После выхода этих альбомов Колетт Маз стала одной из старейших записывающих пианисток в мире и, возможно, старейшим человеком, когда-либо записывавшим классическую музыку.
По мере выхода альбомов возрастала известность Колетт Маз и интерес к ней музыкальных критиков, отмечавших технику пианистки и тонкость её интерпретаций Дебюсси, Шумана, Сати, Пьяццоллы. Широкую популярность Колетт Маз обрела в 2020 году, после того как начала публиковать в Фейсбуке ежедневные записи, помогающие сохранить хорошее настроение во времена пандемии. После снятия ограничений многие поклонники Колетт, восхищённые её оптимизмом и жизнелюбием, захотели встретиться с ней лично, причём некоторые ехали издалека, в том числе из Японии. Большой интерес к Колетт Маз как к последнему музыкальному педагогу, владеющему методикой Корто, проявили пианисты, желавшие взять у неё уроки. Представители СМИ разных стран приезжали брать у Колетт интервью; несколько видеорепортажей были сняты у неё дома; она также выступала на французском телевидении. В мае 2023 года, в возрасте 108 лет, пианистка дала сольный концерт в бургундском замке Кло де Вужо.
Секретами своего долголетия Колетт Маз считала любовь к движению и ежедневное употребление яиц. В интервью она неоднократно отмечала своё пристрастие к сыру, красному вину и шоколаду и подчёркивала, что никогда не принимает лекарств.
Колетт Маз умерла 19 ноября 2023 года в своей парижской квартире, в возрасте 109 лет.